# طلسم‌شده (آهنگ پلاترز)
طلسم‌شده آهنگی است که توسط باک رام نوشته شده و توسط پلاترز اجرا شده است. در سال ۱۹۵۹ به رتبه ۹ در ترانه‌های داغ آراندبی/هیپ-هاپ ایالات متحده و شماره ۱۲ در بیلبورد هات ۱۰۰ ایالات متحده بود.
این آهنگ توسط جری والد پروداکشنز تهیه شده است. 
این آهنگ در رتبه ۶۴ در ۱۰۰ تک آهنگ برتر مجله بیلبورد در سال ۱۹۵۹ قرار گرفت. 

## در رسانه‌های دیگر
- «طلسم‌شده» چندین بار در فرنچایز بریکینگ بد، حضور پیدا کرد، اولین‌بار در قسمت «ماندالا» جایی که جسی پینکمن به همراه جین مارگولیس هروئین مصرف می‌کردند. نسخه کاور شده آن که توسط دو خواهر آمریکایی کلوئی ایکس هلی اجرا شده بود در ال کامینو: فیلم بریکینگ بد نمایش داده شد. [۴]